# بن زایتلین
بن زایتلین (انگلیسی: Benh Zeitlin؛ زادهٔ ۱۴ اکتبر ۱۹۸۲) یک کارگردان، فیلم‌نامه‌نویس، مدیر فیلم‌برداری، و تدوین‌گر اهل ایالات متحده آمریکا است.